# Alessandro Ricci (Maler)
Alessandro Ricci da Fermo (* 1749 in Fermo; † 1829 ebenda) war ein italienischer Maler des Spätbarocks.

## Biographie
Alessandro Ricci stammte aus einer Künstlerfamilie, die fast zwei Jahrhunderte lang in Fermo im Dienste des lokalen Adels und der Kirche tätig waren. Als Sohn Filippo Riccis (1715–1793) führte er die von seinem Urgroßonkel Ubaldo begründete Werkstatt in Fermo bis zu seinem Tod.
Er war Schüler seines Vaters und verbrachte nach dessen Tod zwei bis drei Jahre in Rom, bevor er in seine Heimatstadt zurückkehrte. Stilistisch ist er beeinflusst durch Giovanni Domenico Tiepolo, Francesco Trevisani und Antonio Zanchi.

## Werke (Auswahl)
- Tod des Hl. Gaetano in San Michele Arcangelo in Fermo[1]
- Auf der linken Seite der zentralen Kapelle der Kirche von San Vito Martire in Fermo befindet sich eine Pieta mit den Heiligen Liberato und Vitale, eines der schönsten Werke von Alessandro.[2]
- Zwei Gemälde, für die Pfarre von Rotella und die Stadtkirche von San Nicolò in Mogliano, die das letzte Abendmahl darstellen. In vielen Details folgte er dem Konzept seines Großonkels Ubaldo für das Altarbildes von Montefiore dell’Aso.[3]
- Krypta in der Collegiata di Sant’Esuperanzio in Cingoli. Sieben Fresken aus dem Leben des Heiligen Exuperantius und vier Bilder.[4][5]
- Bild des Hl. Ignatius von Loyola im Kloster Chiaravalle di Fiastra[6]